# Stanisław Iwanowicz

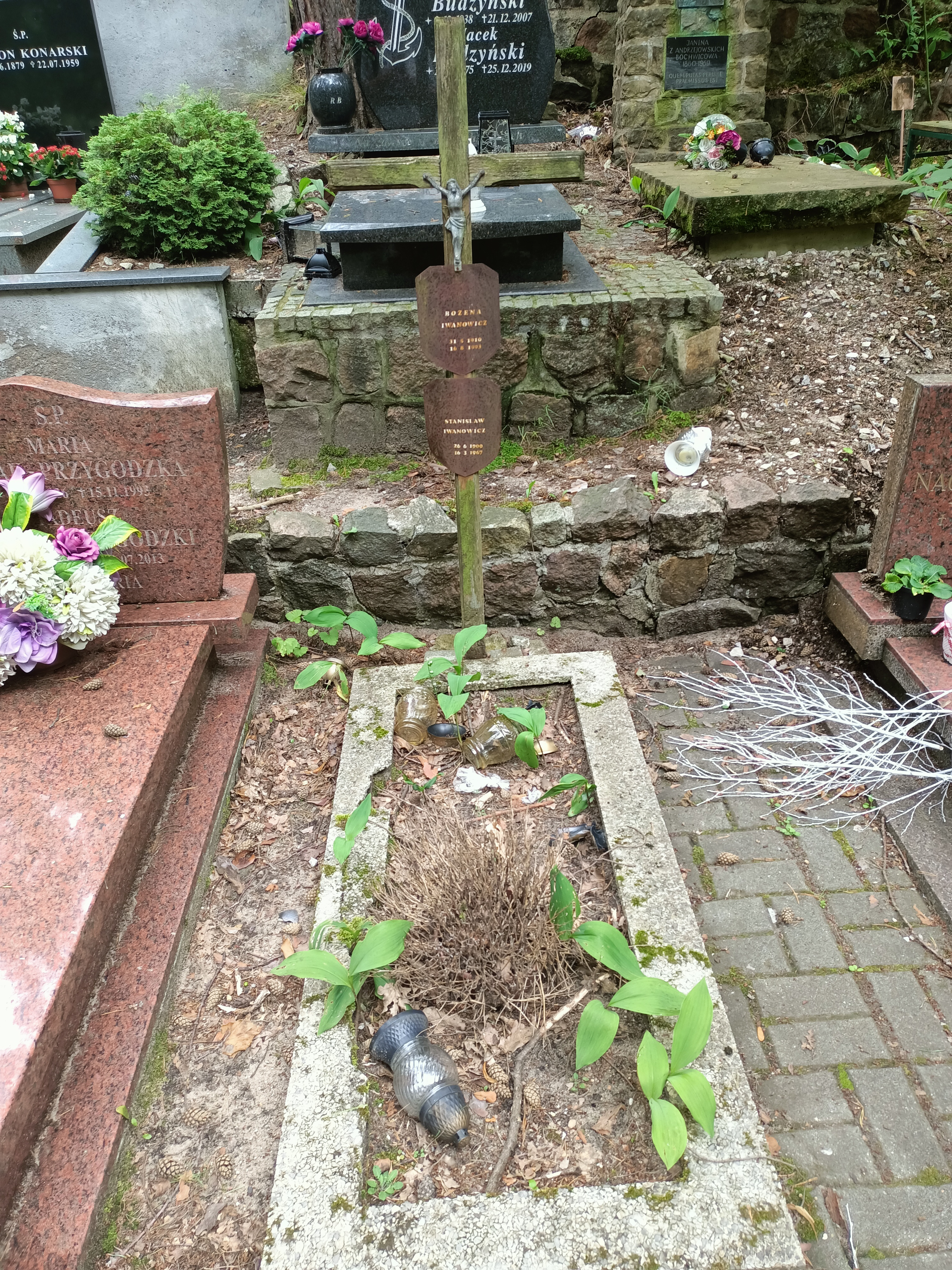
Grób Stanisława Iwanowicza na cmentarzu katolickim w Sopocie.

Stanisław Iwanowicz (ur. 26 czerwca 1900 w Sanoku, zm. 16 marca 1967 w Gdyni) – polski nauczyciel, dyrektor liceów.

## Życiorys
Stanisław Iwanowicz urodził się 26 czerwca 1900 w Sanoku w rodzinie wyznania greckokatolickiego. Był synem Marii i Michała, w drugiej dekadzie XX wieku przebywającego w Ameryce. W okresie nauki szkolnej wraz z matką Marią (zm. 1930) zamieszkiwał w Sanoku przy ulicy Floriańskiej 149. W 1914 ukończył IV klasę w C. K. Gimnazjum w Sanoku.
W okresie II Rzeczypospolitej był nauczycielem przyrody w Państwowym Gimnazjum w Leżajsku (przed 1939 przemianowane na Państwowe Liceum i Gimnazjum w Leżajsku), gdzie pracował od 1927 do 1930 oraz od 1935 do 1939. Podczas II wojny światowej w trakcie okupacji niemieckiej był zaangażowany w tajnym nauczaniu. Po nadejściu frontu wschodniego ponownie uczył w leżajskiej szkole od 1944 do 1945. Po zakończeniu wojny wyjechał na tzw. Ziemie Odzyskane. Osiadł w Lęborku i od 21 lipca 1945 był tam współorganizatorem liceum. W latach 1945–1950 był pierwszym dyrektorem Liceum Ogólnokształcącego w Lęborku. Później był dyrektorem II Liceum Ogólnokształcącego im. Bolesława Chrobrego w Sopocie. Na koniec pracy nauczycielskiej wykładał biologię w II Liceum Ogólnokształcącym im. Adama Mickiewicza w Gdyni. Był odznaczony Srebrnym Krzyżem Zasługi.
Przez 1,5 roku był żonaty z Zofią z domu Lewandowską, zmarłą 11 kwietnia 1929 w Leżajsku w wieku 19 lat. Dzień później zmarł ich syn Stanisław mający 7 dni. Zmarł nagle 16 marca 1967 w Gdyni. Został pochowany na cmentarzu parafialnym w Sopocie 20 marca 1967. W tym samym miejscu pochowano Bożenę Iwanowicz (1910-1993).